# Nikolaj Semjonovič Kardašov
Nikolaj Semjonovič Kardašov (rusky Николай Семёнович Кардашёв; 25. dubna 1932 Moskva – 3. srpna 2019) byl sovětský astrofyzik, doktor fyzikálních a matematických věd, zástupce ředitele Astrokosmického centra na Lebeděvově fyzikálním ústavu Ruské akademie věd v Moskvě.

## Studium a úspěchy
Kardašov vystudoval Moskevskou státní univerzitu v roce 1955, následně přešel na Šternbergův astronomický institut, kde studoval pod vedením Josifa Šklovského, doktorát dokončil v roce 1962. Kardašov se stal členem korespondentem Sovětské akademie věd v roce 1976. Řádným členem Ruské akademie věd se stal roku 1994. V roce 2014 mu byla udělena Děmidovova cena.

## Kardašovova škála
Roku 1963 Kardašov zkoumal kvasar CTA-102, což byla první sovětská snaha o nalezení mimozemské inteligence. V průběhu této práci přišel s myšlenkou, že některé galaktické civilizace by mohly být miliony nebo miliardy let před námi, a vytvořil Kardašovovu škálu, aby takové civilizace seřadil. Kardašov definoval tři stupně civilizací na základě spotřeby energie. Civilizaci typu I technologické úrovně blízké úrovni v současné době dosažené na Zemi, civilizace typu II schopné využit energie vyzařované jejich vlastními hvězdami a civilizace typu III, které disponují energiemi na úrovni vlastní galaxie.
Vážné ruské úsilí v hledání mimozemského života je o několik let starší než podobné programy v USA. Další významní odborníci v SSSR zabývající se touto problematikou byli Vsevolod Sergejevič Troickij a Josif Samuilovič Šklovskij (Kardašovův bývalý profesor).